# 尼采老師～領悟世代新人降臨便利店～
《尼采老師～領悟世代新人降臨便利店～》（日语：ニーチェ先生〜コンビニに、さとり世代の新人が舞い降りた〜），是由松駒原作、ハシモト作畫的日本漫畫作品，自2013年9月開始在「月刊Comic Gene」上連載。2016年1月被改編成電視劇，由間宮祥太朗主演。

## 作品概要
本作取材自作者松駒的個人經驗，並由ハシモト將這些故事情境描繪出來。
內容主要講述一名學習佛學的領略世代大學生-仁井智慧，來到深夜的便利商店上班，並以他獨特的人生觀來解決在便利商店發生的各種事件。

## 故事簡介
有一天，一位名叫仁井智慧的佛學院學生因為受到了尼采的薰陶和指引來到了一直找不到正職工作的男主角松駒所在便利商店打工。然而，仁井卻對來便利商店消費的客人非常的冷漠，認為客人就是大型垃圾，因此惹怒客人。然而，當客人質問他「客人不就是上帝嗎？！」時，他卻以尼采的獨特觀點回答「上帝已死。」來回答。目睹這一切的松駒在心中默默的稱仁井為尼采老師，並暗中觀察他的各種行為舉止。

## 登場人物
※ 「聲」為廣播劇版。

### 便利商店
松駒（聲:小野賢章；演:浦井健治）
男主角。23歲。待業中。身高171公分。因為一直找不到正職工作所以才會在便利商店打工。因為聽到仁井的人生觀，而暗自稱他為尼采老師。漫畫版中為大叔控，當遇到溫柔的大叔或看到大叔們與外表反差的可愛一面，會馬上精神百倍；電視劇版則為羅莉控，並且對於羅莉有非常嚴苛的定義，堅稱自己喜歡的不是「普通羅莉」而是「合法羅莉」。本角色的原型為作者本人。
仁井智慧（聲：杉田智和；演：間宮祥太朗）
松駒的後輩。身高176公分就讀佛學院的大學生，可以隨時隨地的背出心經。並受到尼采的薰陶。
渡利久慈（聲：森久保祥太郎；演：じろう（シソンヌ））
松駒的前輩。26歲。在貧窮的家庭中出生，所以非常的在意金錢。喜歡買彩券，所以又被稱作彩票前輩。在電視劇版中因為很喜歡新來的店員立崎，因此有一個夢想是中六億日元的彩券，然後花五億日元蓋豪宅跟立崎共組家庭。
店長（オーナー）　聲：高戸靖広；演：佐藤二朗
便利商店的店長。中年男性。可以睜著眼睛睡覺。宣稱自己的妻子跟山田優一樣。妻管嚴。
柴田健（柴田健（しばた・けん））　演：松田凌
松駒的後輩。在單行本第二冊中登場。在大家面前總是會說自己是窮人家的孩子，但是其實是個富二代。
立崎萌（立崎萌（リー チイ ムオン））　演：内田理央
電視劇原創角色，一位沒什麼人氣的偶像。被塩山視為情敵，但是其實因為偶像有禁愛令，而且他也不喜歡仁井，所以都是塩山單方面在對他施加壓力。

### 其他
塩山楓（塩山楓（しおやま・かえで））　聲：堀江由衣；演：松井玲奈
松駒的青梅竹馬。護理師。便利商店的常客。當他第一次看到仁井時，便瘋狂似的愛上他，還因此做出許多脫序的行為。單方面視立崎為情敵。生氣時，臉會扭曲在一起，變得很像厲鬼。

## 出版書籍
| 冊數 | KADOKAWA      | KADOKAWA               | 東立出版社     | 東立出版社             |
| 冊數 | 發售日期      | ISBN                   | 發售日期       | ISBN                   |
| ---- | ------------- | ---------------------- | -------------- | ---------------------- |
| 1    | 2014年1月27日 | ISBN 978-4-0406-6237-4 | 2015年2月11日  | ISBN 978-986-365-943-3 |
| 2    | 2014年7月26日 | ISBN 978-4-0406-6821-5 | 2015年6月26日  | ISBN 978-986-365-944-0 |
| 3    | 2015年1月27日 | ISBN 978-4-0406-7255-7 | 2015年10月1日  | ISBN 978-986-382-671-2 |
| 4    | 2015年8月27日 | ISBN 978-4-0406-7592-3 | 2015年12月25日 | ISBN 978-986-462-085-2 |
| 5    | 2016年2月27日 | ISBN 978-4-0406-8208-2 | 2016年9月21日  | ISBN 978-986-108-618-7 |
| 6    | 2016年8月27日 | ISBN 978-4-0406-8518-2 | 2017年3月8日   | ISBN 978-986-482-073-3 |
| 7    | 2017年7月27日 | ISBN 978-4-04-069295-1 | 2019年2月12日  | ISBN 978-986-486-665-6 |
| 8    | 2018年1月27日 | ISBN 978-4-04-069643-0 | 2019年4月26日  | ISBN 978-957-26-0627-8 |
| 9    | 2018年7月27日 | ISBN 978-4-04-069983-7 | 2019年6月21日  | ISBN 978-957-26-1692-5 |
| 10   | 2019年1月26日 | ISBN 978-4-04-065400-3 | 2020年11月30日 | ISBN 978-957-26-2963-5 |
| 11   | 2019年8月27日 | ISBN 978-4-04-065867-4 | 2020年12月31日 | ISBN 978-957-26-4404-1 |
| 12   | 2020年2月27日 | ISBN 978-4-04-064386-1 | 2023年4月6日   | ISBN 978-957-26-5113-1 |
| 13   | 2020年8月27日 | ISBN 978-4-04-064848-4 |                |                        |
| 14   | 2021年2月25日 | ISBN 978-4-04-680181-4 |                |                        |
| 15   | 2021年8月26日 | ISBN 978-4-04-680623-9 |                |                        |
| 16   | 2022年2月26日 | ISBN 978-4-04-681118-9 |                |                        |
| 17   | 2022年8月26日 | ISBN 978-4-04-681604-7 |                |                        |
| 18   | 2023年2月27日 | ISBN 978-4-04-682124-9 |                |                        |
| 19   | 2023年8月25日 | ISBN 978-4-04-682784-5 |                |                        |
| 20   | 2024年2月27日 | ISBN 978-4-04-683321-1 |                |                        |
| 21   | 2024年8月27日 | ISBN 978-4-04-683972-5 |                |                        |
| 22   | 2025年2月27日 | ISBN 978-4-04-684571-9 |                |                        |

## 廣播劇CD
2015年2月25日由Frontier Works發售。
- 【安利美特限定版】編號　MFCZ-3032A
- 【初回限定特裝版】編號　MFCZ-3032
- 【通常版】編號　MFCZ-3033

## 電視劇
2016年1月23日開始播放

### 製作人員
- 原作:「尼采老師～領悟世代降臨便利商店」
- 音樂:瀨川英史
- 攝影:工藤哲也、鈴木靖之
- 美術:尾関龍生
- 造型師:神波憲人
- 助理監督:井手上拓哉
- 製作擔綱:白井麻理
- 音樂製作:岩崎充穗（ミラクル・パス）
- 音樂制作協力:吉村洋平、佐々木侑弥（ミラクル・パス）
- 音樂製作:ミラクル・パス
- 制作編輯:松本貴子
- 原作協力:瀬川昇、川部まゆみ（KADOKAWA）
- 宣傳:小林杏奈・折原加奈（讀賣電視台）、妹尾奈津美（Hulu）
- 製片人:吉川真理・亀田年保（讀賣電視台）、松崎聡男・戸石紀子（Hulu）、清水真由美（メディアミックスジャパン）、岡本圭三・藤田明・木之内安代・坂野かおり（KADOKAWA)
- 腳本、監督：福田雄一
- 主題歌:Shout it Out「ハナウタ」
- 製作:2016「尼采大師」製作委員會（讀賣電視台、Hulu、メディアミックス・ジャパン、KADOKAWA）